# Nowe Miasto (Wilno)
Nowe Miasto (lit. Naujamiesčio seniūnija, Naujamiestis) – lewobrzeżna  dzielnica administracyjna Wilna.